# Пятое поколение игровых систем
В истории компьютерных игр эпоха 32/64-разрядных игровых систем стала пятым поколением игровых приставок. В это время на рынке доминировали три игровые системы — Sega Saturn (1994), Sony PlayStation (1994) и Nintendo 64 (1996). Эпоха началась в 1993 году и закончилась в 2006-м. Демография продаж консолей пятого поколения сильно различалась, но все три приставки участвовали в консольной войне той эры. FM Towns Marty, 3DO, PC-FX и Atari Jaguar тоже были представителями пятого поколения, но их продажи были относительно невелики и не оказали значительного влияния на рынок. В данный период вышли три обновлённые версии Nintendo Game Boy: Game Boy Color, Game Boy Light (только в Японии) и Game Boy Pocket.
В пятом поколении стало заметным направление эмуляции — персональные компьютеры стали достаточно мощными для эмуляции 8- и 16-разрядных систем.

## Аппаратные особенности
Главным достижением этого поколения была аппаратная трёхмерная графика. Качество графики варьировалось — PlayStation работала с целыми числами и аффинными (а не перспективными) преобразованиями текстурных координат (отсюда нехватка точности и знаменитые «скачущие» текстуры), Nintendo 64 делала даже Z-буферизацию и трилинейную фильтрацию текстур. Чтобы ориентироваться в трёхмерном пространстве, Nintendo придумала аналоговый микроджойстик (1996); год спустя Sony выпустила пульт Dual Analog с двумя такими джойстиками.
Во всех приставках, кроме Nintendo 64, основным носителем стал компакт-диск. PlayStation сохраняла игру на карту памяти, 3DO — на ОЗУ с батарейкой, Nintendo 64 могла сохранять как на картридж, так и на внешнюю карту, Saturn — на ОЗУ с батарейкой или внешнюю карту.
Звук был уже близок к CD-качеству, хотя технологии записи музыки варьировались: на Sega Saturn приходилось снижать качество для экономии памяти, PlayStation имел на выбор CD-аудио (не способное на динамическую музыку) и MIDI-синтез (менее качественный), Nintendo 64 — только MIDI-синтез.
В карманных системах далеко впереди были потомки Nintendo Game Boy — Game Boy Pocket, Light и Color.

## История

### Переход к трехмерной графике
Основной частью пятого поколения считается переход к полноценной трехмерной графике.
Когда Sony при разработке своей первой приставки PlayStation анонсировала её возможности, обозреватели высказывали мнение, что из-за обещанных возможностей по обработке трёхмерной графики она будет очень дорогой. Мнения основывались на продажах 3DO Interactive Multiplayer, вышедшей в октябре 1993 года и основанной на идеях Трипа Хоукинса. 3DO FZ-1 вышла в продажу по цене в 699,59 доллара США, однако объем продаж был очень мал. После этого в 1994 году разработчики, которые ранее были привлечены низкими лицензионными отчислениями, стали уходить к конкурентам.
Одной из главных причин ухода разработчиков от 3DO к Sony, которая к тому времени пыталась убедить индустрию, что ей удастся создать дешевую игровую систему с трёхмерной графикой, стала игра Virtua Fighter, разработанная Ю Судзуки для аркадных платформ. До этого Ю Судзуки, увидев Hard Drivin’ от Atari, занялся разработкой игр с трёхмерной графикой, и результатом стала гонка Virtua Racing для аркадных автоматов, которая использовала дорогой микропроцессор от Lockheed Martin. На этом Судзуки не остановился и занялся разработкой нового проекта.
Одним из ключевых доводов, указываемых противниками трёхмерной графики, являлась анимация. Трехмерная полигональная графика отлично подходила для создания неживых объектов, например гоночных автомобилей, но двухмерная превосходила её, когда дело касалось людей или иных персонажей. Virtua Fighter, разработанная Ю Судзуки и выпущенная в ноябре 1993 года, стала ответом на такие мысли. В игре все персонажи были отрисованы с помощью полигонов, и она сразу достигла огромного успеха. Однако, несмотря на то, что Sega показала перспективы трехмерной графики, выиграла от этого Sony. Так как Sega сомневалась в конкурентоспособности трёхмерной графики, её приставка Saturn — наследница Mega Drive — хоть и имела возможность выводить трёхмерную, в целом была спроектирована с расчетом на использование двухмерной графики. Из-за этого PlayStation имела значительное преимущество, и позже Тэрухиса Токунака, директор Sony Computer Entertainment, поблагодарил Sega за создание Virtua Fighter и изменение отношения разработчиков игр к 3D.

### Оптические диски против картриджа
Во время 32/64-бит эпохи Nintendo решила использовать игровой картридж как носитель для Nintendo 64. Публично Nintendo обосновывала решение тем, что игры с картриджей загружаются быстрее, а производство пиратских картриджей было довольно трудоемким делом. Однако выгода оказалась сомнительной, поскольку это дало Nintendo возможность собирать большие лицензионные платы с разработчиков, а в производстве картриджи были намного дороже, чем оптические диски.

## Консоли пятого поколения

### Сравнение
| Название                       | Nintendo 64 | Sega Saturn | PlayStation | Atari Jaguar | 3DO Interactive Multiplayer                                                                                              | Amiga CD-32                                                    |
| ------------------------------ | --- | --- | --- | --- | --- | -------------------------------------------------------------- |
| Консоль                        | | | | | |                                                                |
| Начальные цены                 | US$199.99 | US$399.99 | US$299.00 | US$249.99 | US$599.95 | US$399.99                                                      |
| Дата выхода                    | 23 июня 1996 29 сентября 1996 10 октября 1996 1 марта 1997 1 сентября 1997                                                                    | 22 ноября 1994 11 мая 1995 27 апреля 1995 8 июля 1995 1996 | 3 декабря 1994 9 сентября 1995 29 сентября 1995 15 ноября 1995 сентябрь 1996 | 18 ноября 1993 | сентябрь 1993 20 марта 1994                                                                                              | сентябрь 1993                                                  |
| Дата окончания продаж          | 30 апреля 2002 | 10 сентября 1998 4 декабря 2000 | 23 марта 2006 | 1996 | 1996 | апрель 1994                                                    |
| Самая продаваемая игра         | Super Mario 64 11.62 млн(21.05.2003) | Virtua Fighter 2 1.7 млн в Японии | Gran Turismo 10.85 млн.(на 30.04.2008) | Alien vs. Predator | Gex | Simon the Sorcerer                                             |
| Носители                       | Картридж | CD-ROM | CD-ROM | Картридж, CD-ROM | CD-ROM | CD-ROM                                                         |
| Аксессуары (розничная продажа) | - Controller Pak - Memory Expansion Pak - Rumble Pak - Memory Card - Fishing Reel - Transfer Pak - Nintendo 64DD (только в Японии) - Микрофон | - Saturn digital gamepad - Analog gamepad - Lightguns - Multitap (до 10ти игроков) - Sega NetLink — модем и клавиатура - Клавиатура - Мышь - Привод для дискет - DirectLink - Карты поддержки MPEG - Расширения для оперативной памяти | - Multitap (до 8ми игроков) - Fishing reel controllers (Bass Landing and Reel Fishing) - Dual Analog Controller - DualShock - GunCon - Jogcon - Konami Justifier - NeGcon - PocketStation - Flightstick - Dance pad - Карты памяти | - Atari Jaguar CD - Team Tap (up to 8 players) - JagLink — 2 console networking - CatBox — 8 console networking, additional video output options - Memory Track, for Jaguar CD only | - Карты поддержки MPEG - Мышь - Световой пистолет - Карты памяти - Руль - Джойстик - Модем - Адаптеры для геймпадов SNES | - Клавиатура - Привод для дискет - Мышь - Карты поддержки MPEG |

## Портативные консоли

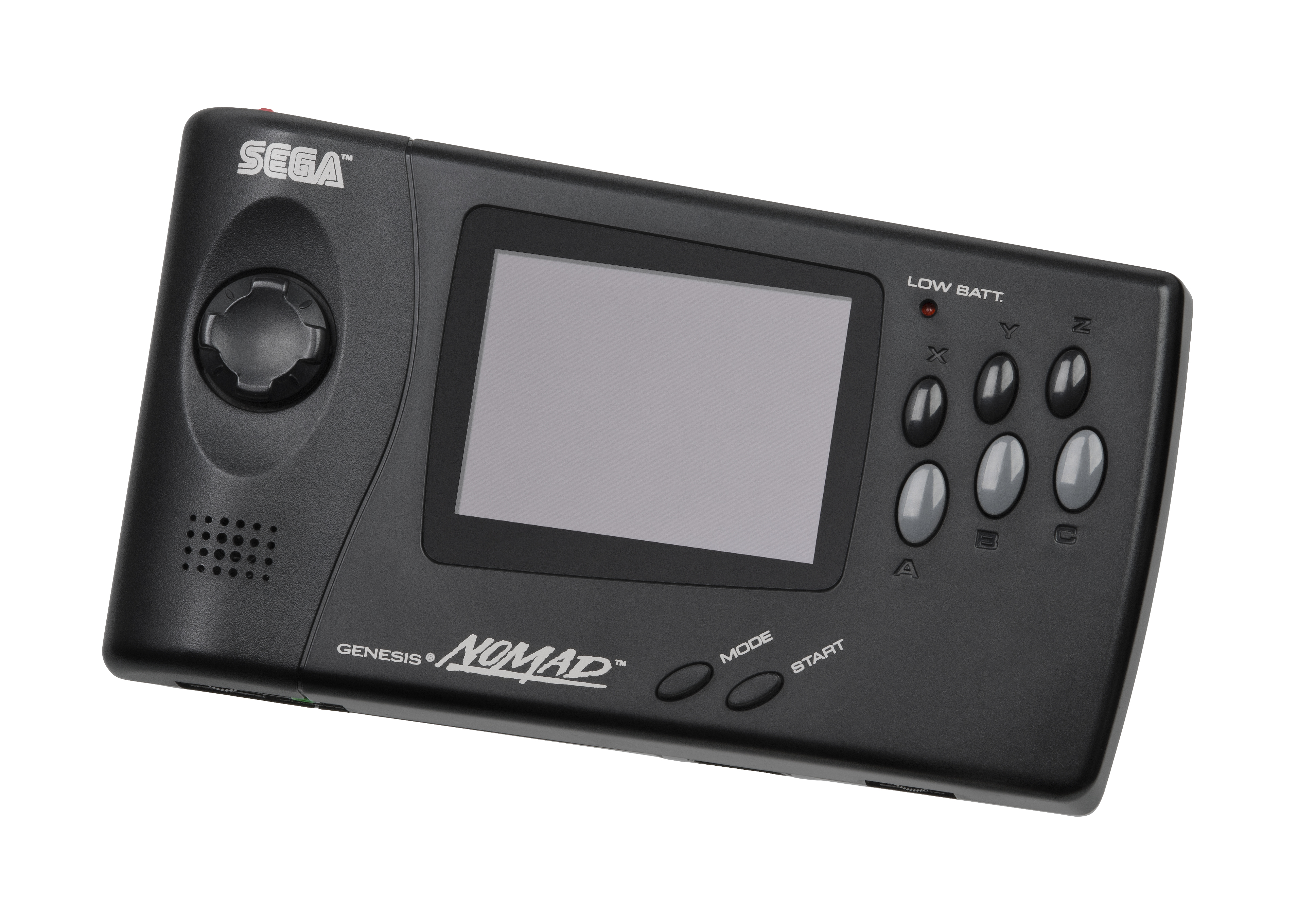
Sega Nomad Выпущен в 1995
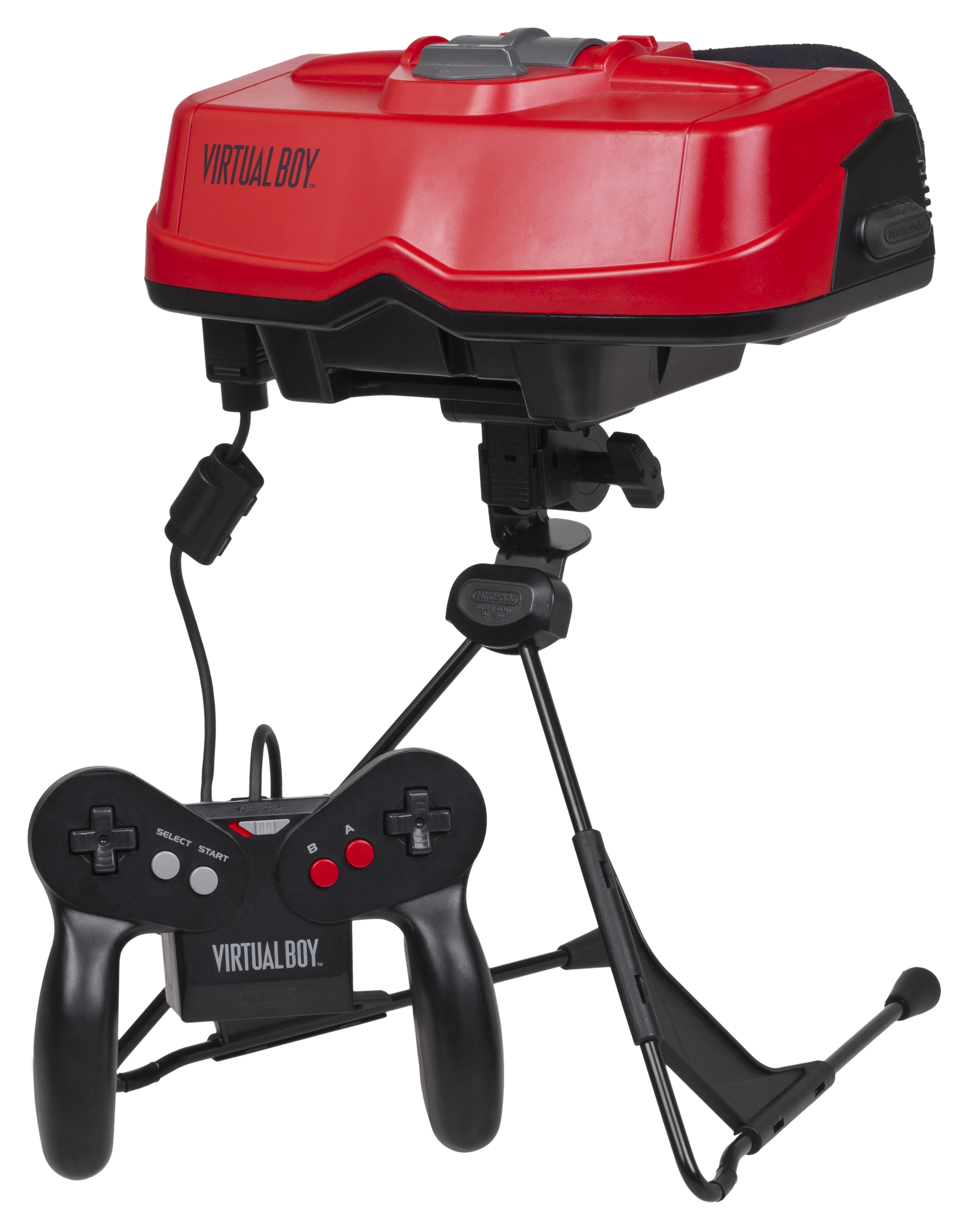
Virtual Boy 1995–1996
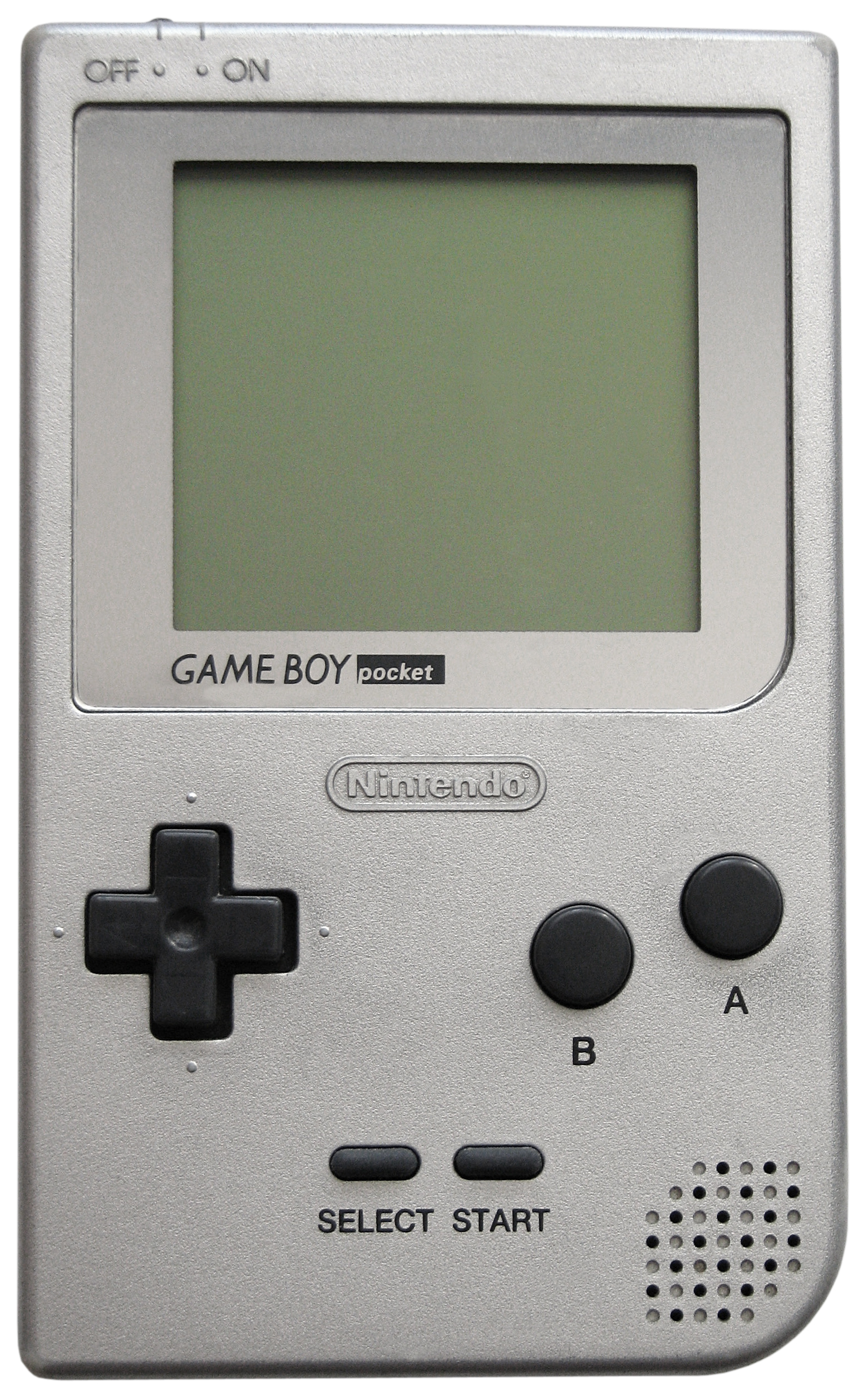
Game Boy Pocket Выпущен в 1996
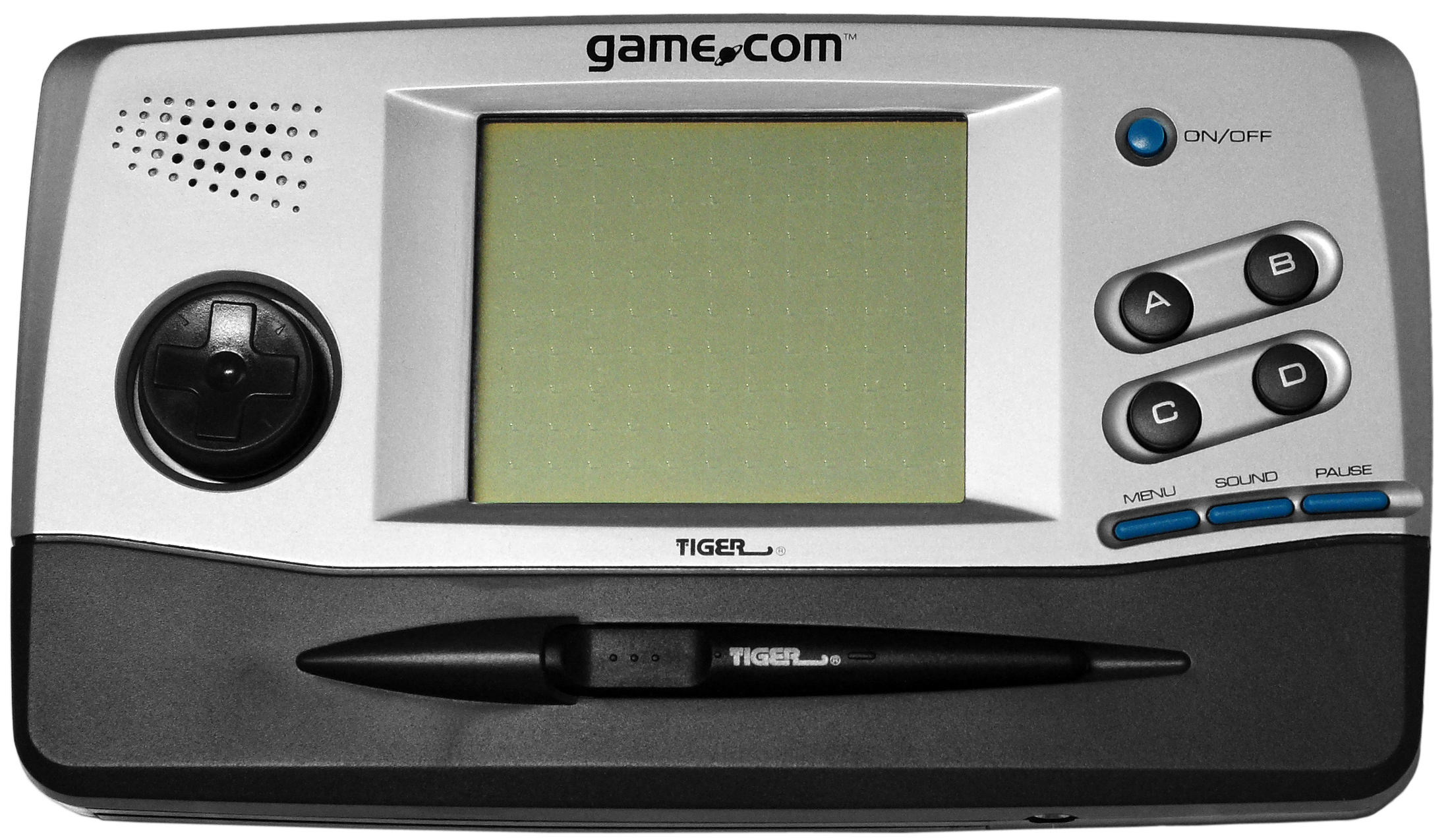
Game.com Выпущен в 1997
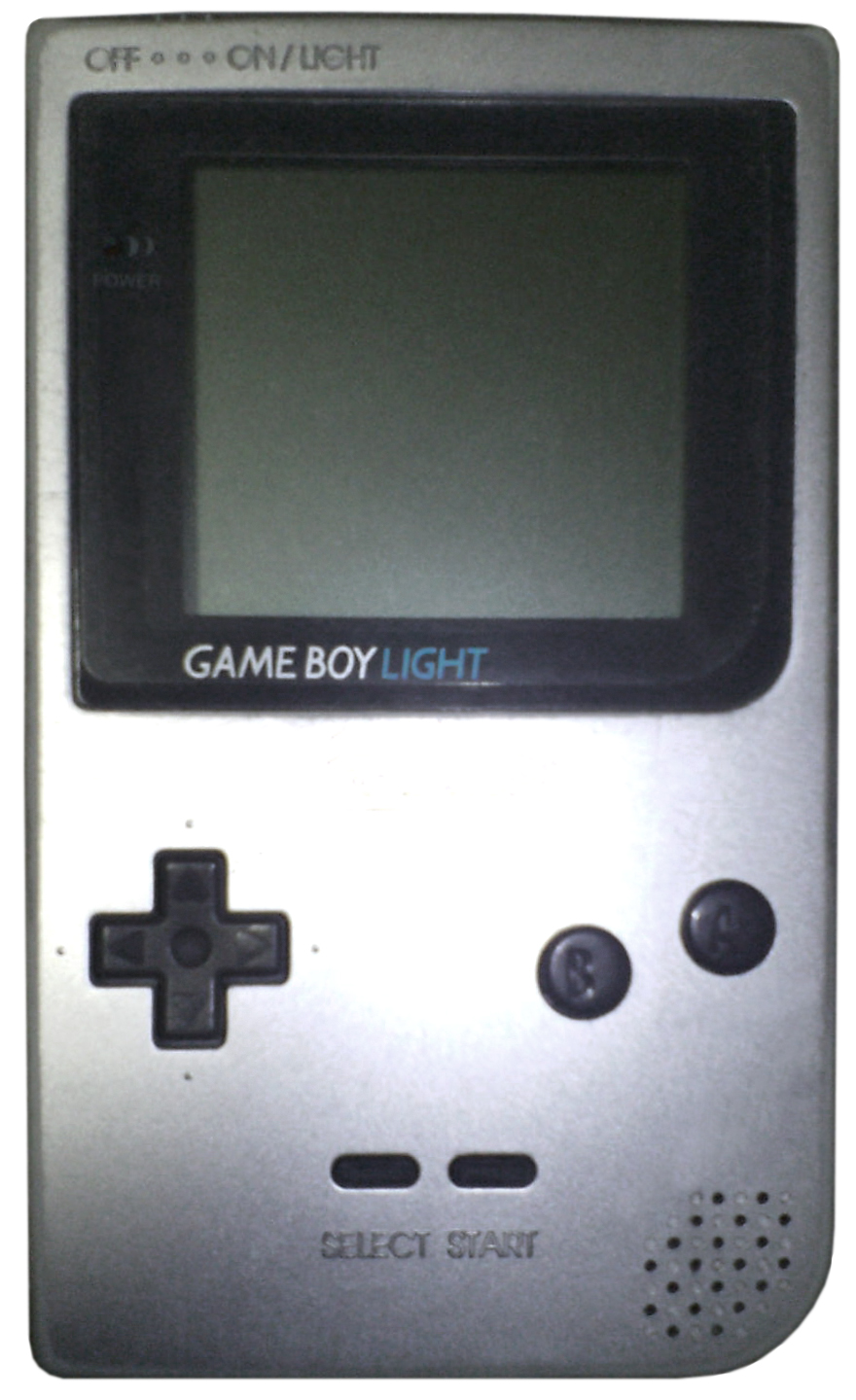
Game Boy Light Выпущен в апреле 1998
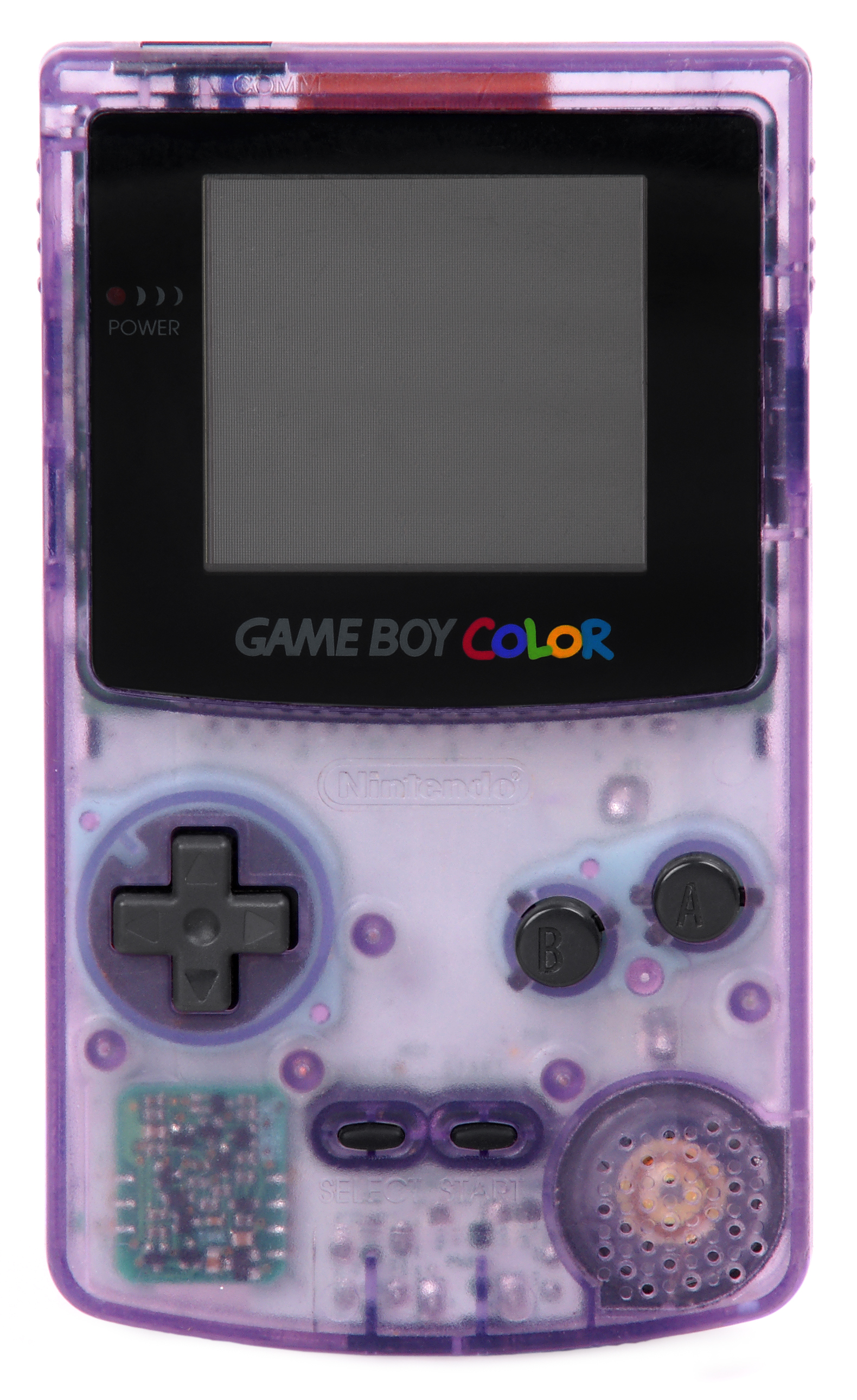
Game Boy Color Выпущен в ноябре 1998
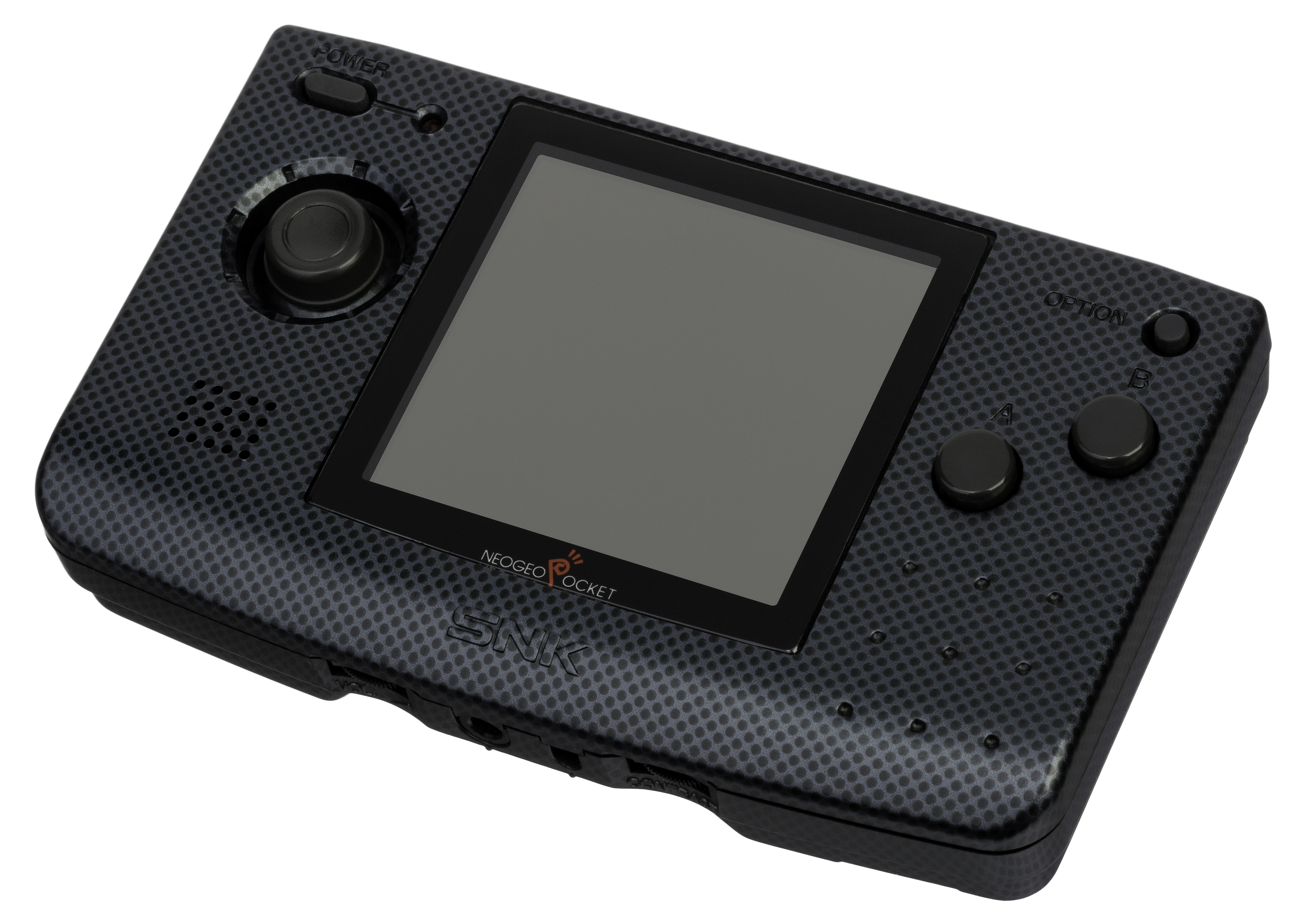
Neo Geo Pocket Выпущен в 1998

## Игры

### Серии игр, созданные в пятом поколении
- Petz
- 1080° Snowboarding
- Ace Combat
- Ape Escape
- Arc the Lad
- Armored Core
- Baldur's Gate (на консолях)
- Banjo-Kazooie
- Серия Battle Arena Toshinden
- Серия Colony Wars
- Серия Crash Bandicoot
- Серия Cruis’n
- Dance Dance Revolution
- Daytona USA
- Dead or Alive
- Digimon World
- Doubutsu no Mori (известно как Animal Crossing)
- Dynasty Warriors
- Extreme G
- Gex
- Grandia
- Grand Theft Auto
- Gran Turismo
- Guilty Gear
- House of the Dead
- Klonoa
- Marvel vs. Capcom
- Medal of Honor
- Mario Party
- MediEvil
- Mega Man Legends
- Metal Gear Solid
- Need for Speed
- Nights into Dreams…
- Oddworld
- Panzer Dragoon
- Parappa the Rapper
- Perfect Dark
- Persona
- Pokémon
- Quake
- Rayman
- Resident Evil
- Ridge Racer
- Sakura Wars
- San Francisco Rush
- Sega Rally Championship
- Silent Hill
- Spyro the Dragon
- Star Wars Rogue Squadron
- Street Fighter Alpha (Zero в Японии)
- Suikoden
- Super Smash Bros.
- Syphon Filter
- Tekken
- To Heart
- Tom Clancy’s Rainbow Six
- Tomb Raider
- Tony Hawk’s Pro Skater
- Twisted Metal
- Turok
- Unreal
- Virtua Fighter
- Wild Arms
- WipEout
- WWE SmackDown